# Jürgen Bast
Jürgen Bast (* 1968 in Andernach) ist ein deutscher Rechtswissenschaftler und seit 2013 Professor für Öffentliches Recht und Europarecht an der Justus-Liebig-Universität in Gießen. Er ist wissenschaftlicher Leiter der Refugee Law Clinic (ein interdisziplinäres und praxisbezogenes Ausbildungsangebot am Fachbereich Rechtswissenschaft der Uni Gießen), Sprecher der DFG-Forschungsgruppe „Menschenrechtsdiskurse in der Migrationsgesellschaft“ (MeDiMi) und Herausgeber der Zeitschrift für Ausländerrecht und Ausländerpolitik.

## Werdegang
Bast studierte Soziologie und Jura an der Johann Wolfgang Goethe-Universität Frankfurt am Main.
1997 schloss er sein Soziologiestudium mit einer Arbeit über Franz L. Neumanns Totalitarismustheorie ab. Hierfür erhielt er den Werner-Pünder-Preis.
Im Jahr 1999 legte er sein erstes, im Jahr 2003 sein zweites Juristisches Staatsexamen ab. Im Jahr 2005 wurde Bast in Frankfurt zum „Dr. iur“ promoviert und habilitierte sich im Jahr 2010 am Fachbereich Rechtswissenschaft der Universität Frankfurt, womit er die Venia Legendi für die Fächer Öffentliches Recht, Europarecht, Völkerrecht und Rechtssoziologie erwarb.
Zwischenzeitlich war Bast schon als wissenschaftlicher Mitarbeiter am Fachbereich Rechtswissenschaft, Universität Frankfurt, an der Professur von Armin von Bogdandy tätig. Seit Rechtsreferendariat absolvierte er von 2001 bis 2003 am Kammergericht Berlin. Von 2003 bis 2009 war er als Senior Research Fellow am Max-Planck-Institut für ausländisches öffentliches Recht und Völkerrecht in Heidelberg tätig. Nachdem er verschiedene Lehrstühle an den Universitäten Frankfurt, Hannover, Bielefeld, der Humboldt-Universität Berlin und der Universität Leipzig vertreten hatte, erhielt er im Jahr 2012 den Ruf als Professor of International and European Law an die Radboud University Nijmegen.
Im Jahr 2013 erhielt er den Ruf an die Justus-Liebig-Universität Gießen als Professor für Öffentliches Recht und Europarecht (bis 10/2015: für Öffentliches Recht). Seit 2015 trat er dort auch die Nachfolge von Paul Tiedemann als wissenschaftlicher Leiter der Refugee Law Clinic Gießen an.

## Publikationen

### Monographien
- Human Rights Challenges to European Migration Policy: The REMAP Study, Baden-Baden u. a. (Nomos & Hart Publishing) 2022, 2. rev. Aufl., Open Access verfügbar unter doi:10.5771/9783748926740 (gemeinsam mit Frederik von Harbou und Janna Wessels)
- Aufenthaltsrecht und Migrationssteuerung, Tübingen (Mohr Siebeck), 2011
- Grundbegriffe der Handlungsformen der EU – entwickelt am Beschluss als praxisgenerierter Handlungsform des Unions- und Gemeinschaftsrechts, Heidelberg et al. (Springer) 2006
- Totalitärer Pluralismus: Zu Franz L. Neumanns Analysen der politischen und rechtlichen Struktur der NS-Herrschaft, (= Beiträge zur Rechtsgeschichte des 20. Jahrhunderts, Band 22) Tübingen (Mohr Siebeck) 1999

### Herausgeberschaften
- A Global View on the Global Compact for Migration, Verfassung in Recht und Übersee / World Comparative Law (VRÜ/WCL), Special Issue, Vol. 55 Nr. 1 (2022), S. 3–104, mit einem Editorial der Herausgeber S. 3–18 (hrsg. gemeinsam mit Anuscheh Farahat)
- Constitutional Identity in the Age of Global Migration, German Law Journal, Special Issue, Band 18, Nummer 7 (2017), S. 1587–1822, mit einem Editorial der Herausgeber S. 1587–1594 (hrsg. gemeinsam mit Liav Orgad)
- Wohlfahrtsstaatlichkeit und soziale Demokratie in der Europäischen Union, Europarecht Beiheft 1/2013, Baden-Baden (Nomos), 2013, 227 S. (hrsg. gemeinsam mit Florian Rödl).
- Principles of European Constitutional Law, Oxford und München (Hart Publishing & Verlag C.H. Beck), 2. rev. Aufl. 2010, 806 S. (hrsg. gemeinsam mit Armin von Bogdandy)
- Europäisches Verfassungsrecht: Theoretische und dogmatische Grundzüge, Heidelberg et al. (Springer), 2. rev. Aufl. 2009, 1094 S. (hrsg. gemeinsam mit Armin von Bogdandy).

### Fachaufsätze in Zeitschriften und Sammelbänden (Auswahl)
- Origins and Pathways of Constitutionalism, in: Philipp Dann/Arun K. Thiruvengadam (Hrsg.), Democratic Constitutionalism in India and the European Union: Comparing the Law of Democracy in Continental Polities, Cheltenham (Edward Elgar Publ.), 2021, S. 75–103 (gemeinsam mit Arun K. Thiruvengadam)
- Zur Territorialität des Migrationsrechts, in: Frederik von Harbou/Jekatarina Markow (Hrsg.), Philosophie des Migrationsrechts, Tübingen (Mohr Siebeck) 2020, S. 17–37
- Der Global Compact for Migration und das internationale Migrationsregime, ZAR 2019, S. 96–99
- Vom subsidiären Schutz zum europäischen Flüchtlingsbegriff, ZAR 2018, S. 41–46
- Völker- und unionsrechtliche Anstöße zur Entterritorialisierung des Rechts (Referat auf der 76. Jahrestagung der Vereinigung der Deutschen Staatsrechtslehrer vom 5. bis 8. Oktober 2016 in Linz zum Generalthema „Grenzüberschreitungen“), VVDStRL 76 (2017), S. 277–314
- Deepening Supranational Integration: Interstate Solidarity in EU Migration Law, European Public Law 22 (2016), S. 289–304
- Is There a Hierarchy of Legislative, Delegated and Implementing Acts?, in: Carl Fredrik Bergström/Dominique Ritleng (Hrsg.), Rulemaking by the European Commission: The New System for Delegation of Powers, Oxford (OUP) 2016, S. 157–171
- Don’t Act Beyond Your Powers: The Perils and Pitfalls of the German Constitutional Court’s Ultra Vires Review, German Law Journal Vol. 15 No. 2 (2014), Special Issue: The OMT Decision of the German Federal Constitutional Court, S. 167–181
- Denizenship als rechtliche Form der Inklusion in eine Einwanderungsgesellschaft, ZAR 2013, S. 353–357
- Das Recht als Archiv sozialer Konstruktionen der Migration, Rechtswissenschaft: Zeitschrift für rechtswissenschaftliche Forschung 3 (2012), S. 139–171
- New Categories of Acts after the Lisbon Reform: Dynamics of Parliamentarization in EU Law, CML Rev. 49 (2012), S. 885–928